# 24217 Paulroeder
24217 Paulroeder là một tiểu hành tinh vành đai chính với chu kỳ quỹ đạo là 1625.3795431 ngày (4.45 năm).
Nó được phát hiện ngày 7 tháng 12 năm 1999.